# Holohalaelurus melanostigma
Holohalaelurus melanostigma is een vissensoort uit de familie van de Pentanchidae. De wetenschappelijke naam van de soort is voor het eerst geldig gepubliceerd in 1939 door Norman.